# Sillans-la-Cascade
Sillans-la-Cascade ist eine französische Gemeinde mit 783 Einwohnern (Stand 1. Januar 2022) im Département Var in der Region Provence-Alpes-Côte d’Azur. Sie gehört zum Arrondissement Draguignan und ist Mitglied im Gemeindeverband Dracénie Provence Verdon Agglomération. Die Bewohner werden Sillanais und Sillanaises genannt.

## Geografie
Sillans-la-Cascade liegt in der Provence, etwa 23 Kilometer westnordwestlich von Draguignan am namensgebenden, 42 Meter hohen Wasserfall der Bresque.
Umgeben wird Sillans-la-Cascade von den fünf Nachbargemeinden:
|             | Aups                                        |          |
| Fox-Amphoux | Kompassrose, die auf Nachbargemeinden zeigt | Salernes |
| Pontevès    | Cotignac                                    |          |

## Bevölkerungsentwicklung
| 1962 | 1968 | 1975 | 1982 | 1990 | 1999 | 2006 | 2013 | 2020 |
| ---- | ---- | ---- | ---- | ---- | ---- | ---- | ---- | ---- |
| 141  | 173  | 249  | 343  | 438  | 414  | 512  | 715  | 762  |

## Sehenswürdigkeiten
- Wasserfall
- Kirche Saint-Étienne
- Kapelle Saint-Laurent
- Schloss Les Castellane, neu gebaut im 18. Jahrhundert

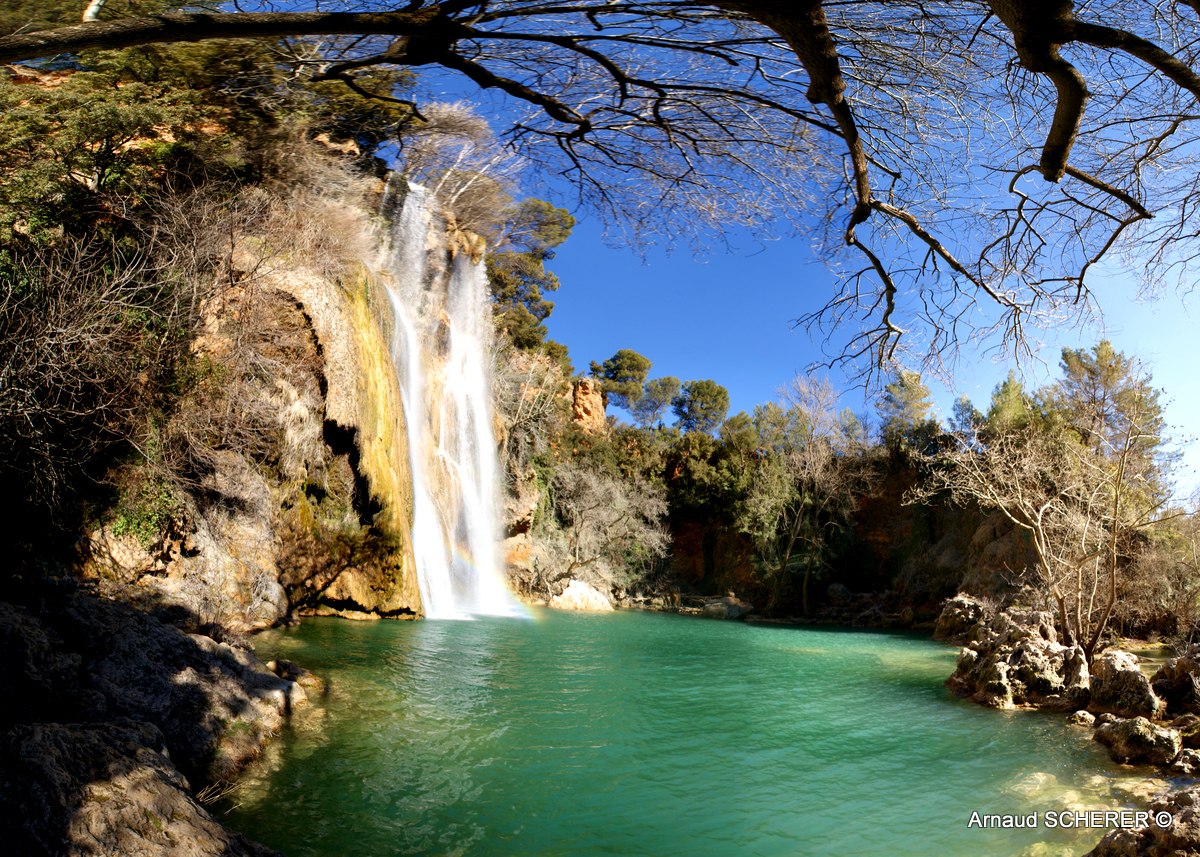
Wasserfall
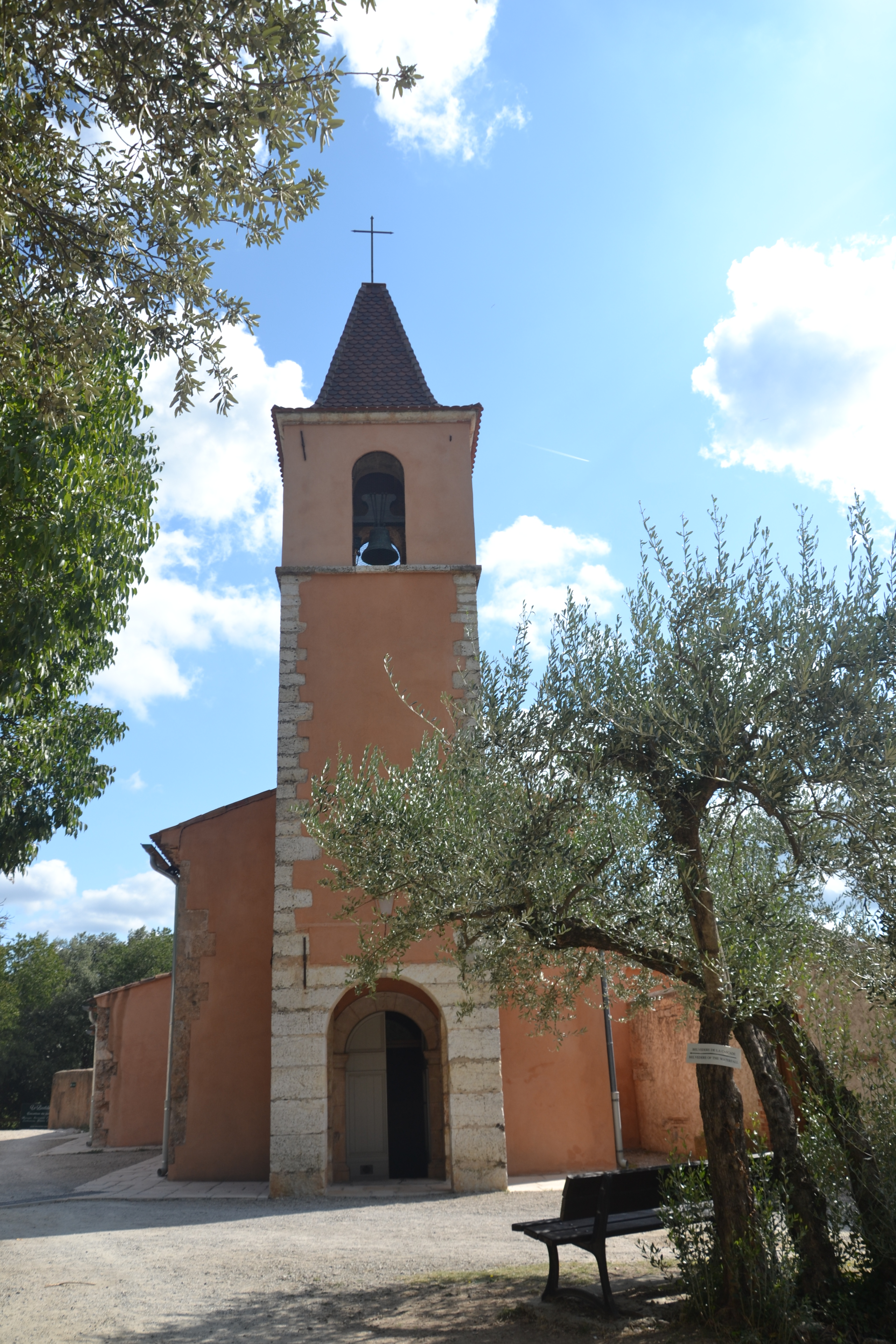
Kirche Saint-Étienne
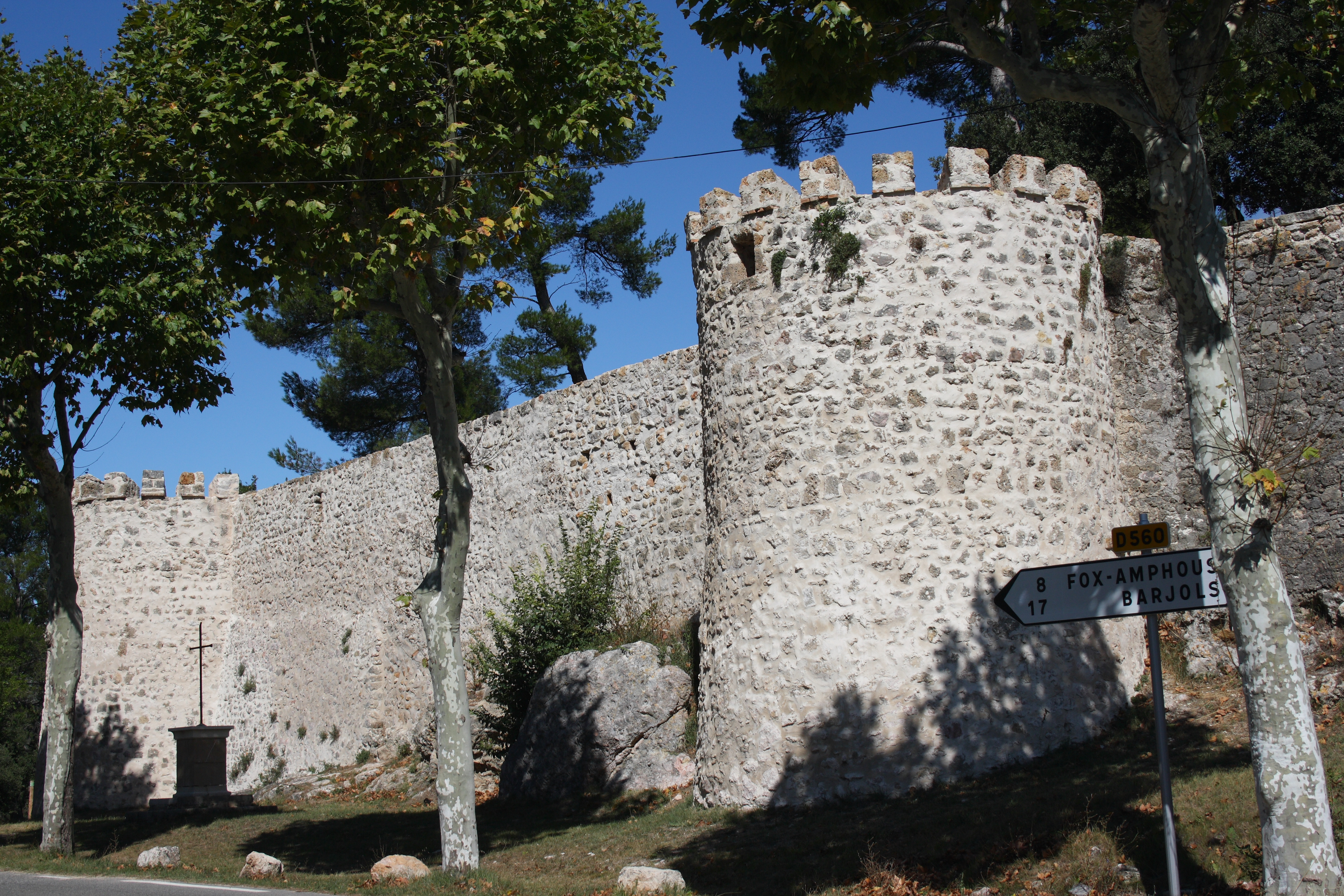
Schloss